# Amsterdamse Studenten Groep
De Amsterdamse Studenten Groep (ook wel de groep Meerburg of groep Van Doorn genoemd) was tijdens de bezetting een Nederlandse verzetsgroep uit Amsterdam die zich bezighield met het laten onderduiken van Joodse kinderen. In totaal zijn door de Amsterdamse Studenten Groep waarschijnlijk tussen de driehonderd en vierhonderd Joodse kinderen ondergebracht.

## Samenstelling
De groep stond onder leiding van rechtenstudent Piet Meerburg en de in 1942 pas achttien jaar oude Wouter van Zeytveld. Meerburg had contact met de Amsterdamse kinderarts Hein Fiedeldij Dop (1911-1991), die door relaties bij de politie op de hoogte was van op handen zijnde razzia's. Hij wist vele ouders over te halen hun kinderen te laten onderduiken. Wiskundestudent Jur Haak (1919-1970) bracht het contact tot stand met het Utrechts Kindercomité. Aanvankelijk werkte de groep nauw samen met dit comité. De Amsterdamse studenten Tineke Haak (een jongere zus van Jur en vriendin van Wouter van Zeytveld), Hansje van Loghem (de verloofde van Piet Meerburg), Mieke Mees, Iet van Dijk en Alice Brunner brachten de kinderen naar Utrecht, waarna zij door  Iet van Dijk en Alice Brunner werden ondergebracht.

## Werkwijze
In de zomer van 1942 legden de studenten de kinderen op de stoep van ingelichte pleegouders, waarna deze ze op het gemeentehuis als vondeling lieten registreren zodat ze in het gezin konden worden opgenomen. Toen de Duitse overheid bepaalde dat iedere vondeling in het vervolg als Joods kind zou worden beschouwd, werd deze methode verlaten.
Van begin 1943 tot september van dat jaar werd een groot aantal kinderen uit de crèche tegenover de Hollandsche Schouwburg gesmokkeld. Nadat de crèche gesloten was, werden nog enige tijd kinderen opgehaald uit een gebouw om de hoek van de crèche. 
Vanaf begin 1943 ging de groep zelf op zoek naar onderduikadressen in Friesland en Noord-Limburg. Met hulp van godsdienstlerares Mia Coelingh, een nicht van Piet Meerburg, predikant W. Mesdag, kapelaan G.M. Jansen, Pieter Wijbenga en Krijn van den Helm vond zij in Friesland een grote hoeveelheid adressen, in het Noord-Limburgse Tienray konden Hanna Van de Voort en Nico Dohmen een flink aantal kinderen laten onderduiken. Behalve in Tienray en Friesland werden ook kinderen ondergebracht in West-Friesland en in Zuid-Limburg.